# Fußball-Asienmeisterschaft der Frauen 2026/Gruppe A
| Pl. | Land        | Sp. | S | U | N | Tore    | Diff. | Punkte |
| --- | ----------- | --- | - | - | - | ------- | ----- | ------ |
| 1.  | Australien  | 0   | 0 | 0 | 0 | 000:000 | ±0    | 0      |
| 1.  | Südkorea    | 0   | 0 | 0 | 0 | 000:000 | ±0    | 0      |
| 1.  | Iran        | 0   | 0 | 0 | 0 | 000:000 | ±0    | 0      |
| 1.  | Philippinen | 0   | 0 | 0 | 0 | 000:000 | ±0    | 0      |

Die Gruppe A der Fußball-Asienmeisterschaft der Frauen 2026 wird eine der drei Gruppen des Turniers sein. Das erste Spiel soll am 1. März 2026 ausgetragen werden, der letzte Spieltag ist für den 8. März 2026 geplant. Die Gruppe besteht aus den Nationalmannschaften aus Australien, Südkorea, den Philippinen und dem Iran.

## Australien – Philippinen –:– (–:–)
| Australien                                                         | Australien                                                                                 | Philippinen                                                                                | Philippinen |
| ------------------------------------------------------------------ | ------------------------------------------------------------------------------------------ | ------------------------------------------------------------------------------------------ | ----------- |
| Australien                                                         | \| 1. Spieltag \| \| 1. März 2026 um 17:00 Uhr (10:00 Uhr MEZ) in Perth (Perth Stadium) \| | \| 1. Spieltag \| \| 1. März 2026 um 17:00 Uhr (10:00 Uhr MEZ) in Perth (Perth Stadium) \| | Philippinen |
| Australien                                                         | Cheftrainer: Joe Montemurro                                                                | Cheftrainer: Mark Torcaso ( Australien)                                                    | Philippinen |
| 1. Spieltag                                                        |                                                                                            |                                                                                            |             |
| 1. März 2026 um 17:00 Uhr (10:00 Uhr MEZ) in Perth (Perth Stadium) |                                                                                            |                                                                                            |             |

## Südkorea – Iran –:– (–:–)
| Südkorea                                                                     | Südkorea                                                                                             | Iran                                                                                                 | Iran |
| ---------------------------------------------------------------------------- | --- | --- | ---- |
| Südkorea                                                                     | \| 1. Spieltag \| \| 2. März 2026 um 19:00 Uhr (10:00 Uhr MEZ) in Gold Coast (Gold Coast Stadium) \| | \| 1. Spieltag \| \| 2. März 2026 um 19:00 Uhr (10:00 Uhr MEZ) in Gold Coast (Gold Coast Stadium) \| | Iran |
| Südkorea                                                                     | Cheftrainer: Shin Sang-woo                                                                           | Cheftrainerin: Marziyeh Jafari                                                                       | Iran |
| 1. Spieltag                                                                  | | |      |
| 2. März 2026 um 19:00 Uhr (10:00 Uhr MEZ) in Gold Coast (Gold Coast Stadium) | | |      |

## Philippinen – Südkorea –:– (–:–)
| Philippinen                                                                 | Philippinen                                                                                         | Südkorea                                                                                            | Südkorea |
| --------------------------------------------------------------------------- | --------------------------------------------------------------------------------------------------- | --------------------------------------------------------------------------------------------------- | -------- |
| Philippinen                                                                 | \| 2. Spieltag \| \| 5. März 2026 um 13:00 Uhr (4:00 Uhr MEZ) in Gold Coast (Gold Coast Stadium) \| | \| 2. Spieltag \| \| 5. März 2026 um 13:00 Uhr (4:00 Uhr MEZ) in Gold Coast (Gold Coast Stadium) \| | Südkorea |
| Philippinen                                                                 | Cheftrainer: Mark Torcaso ( Australien)                                                             | Cheftrainer: Shin Sang-woo                                                                          | Südkorea |
| 2. Spieltag                                                                 | | |          |
| 5. März 2026 um 13:00 Uhr (4:00 Uhr MEZ) in Gold Coast (Gold Coast Stadium) | | |          |

## Iran – Australien –:– (–:–)
| Iran                                                                         | Iran                                                                                                 | Australien                                                                                           | Australien |
| ---------------------------------------------------------------------------- | --- | --- | ---------- |
| Iran                                                                         | \| 2. Spieltag \| \| 5. März 2026 um 19:00 Uhr (10:00 Uhr MEZ) in Gold Coast (Gold Coast Stadium) \| | \| 2. Spieltag \| \| 5. März 2026 um 19:00 Uhr (10:00 Uhr MEZ) in Gold Coast (Gold Coast Stadium) \| | Australien |
| Iran                                                                         | Cheftrainerin: Marziyeh Jafari                                                                       | Cheftrainer: Joe Montemurro                                                                          | Australien |
| 2. Spieltag                                                                  | | |            |
| 5. März 2026 um 19:00 Uhr (10:00 Uhr MEZ) in Gold Coast (Gold Coast Stadium) | | |            |

## Iran – Philippinen –:– (–:–)
| Iran                                                                         | Iran                                                                                                 | Philippinen                                                                                          | Philippinen |
| ---------------------------------------------------------------------------- | --- | --- | ----------- |
| Iran                                                                         | \| 3. Spieltag \| \| 8. März 2026 um 19:00 Uhr (10:00 Uhr MEZ) in Gold Coast (Gold Coast Stadium) \| | \| 3. Spieltag \| \| 8. März 2026 um 19:00 Uhr (10:00 Uhr MEZ) in Gold Coast (Gold Coast Stadium) \| | Philippinen |
| Iran                                                                         | Cheftrainerin: Marziyeh Jafari                                                                       | Cheftrainer: Mark Torcaso ( Australien)                                                              | Philippinen |
| 3. Spieltag                                                                  | | |             |
| 8. März 2026 um 19:00 Uhr (10:00 Uhr MEZ) in Gold Coast (Gold Coast Stadium) | | |             |

## Australien – Südkorea –:– (–:–)
| Australien                                                              | Australien                                                                                      | Südkorea                                                                                        | Südkorea |
| ----------------------------------------------------------------------- | ----------------------------------------------------------------------------------------------- | ----------------------------------------------------------------------------------------------- | -------- |
| Australien                                                              | \| 3. Spieltag \| \| 8. März 2026 um 20:00 Uhr (10:00 Uhr MEZ) in Sydney (Stadium Australia) \| | \| 3. Spieltag \| \| 8. März 2026 um 20:00 Uhr (10:00 Uhr MEZ) in Sydney (Stadium Australia) \| | Südkorea |
| Australien                                                              | Cheftrainer: Joe Montemurro                                                                     | Cheftrainer: Shin Sang-woo                                                                      | Südkorea |
| 3. Spieltag                                                             |                                                                                                 |                                                                                                 |          |
| 8. März 2026 um 20:00 Uhr (10:00 Uhr MEZ) in Sydney (Stadium Australia) |                                                                                                 |                                                                                                 |          |